# 叠氮化硼
叠氮化硼是一种热力学不稳定的化合物，由硼和氮组成，含氮量92.1 %。它是甲硼烷的三个氢原子都被叠氮基取代而成。这种具有自发爆炸性分解倾向的高能化合物于1954年由慕尼黑大学的Egon Wiberg和Horst Michaud首次报道。

## 制备
叠氮化硼可以由乙硼烷和叠氮酸的乙醚溶液在−20 °C至−10 °C下反应而成。这个反应会产生中间体BH2N3和BH(N3)2。
B2H6 + 6 HN3 → 2 B(N3)3 + 6 H2
它也可以通过在高度真空下将三溴化硼蒸气通过固体叠氮化银来获得。
BBr3 + 3 AgN3 → B(N3)3 + 3 AgBr
三氯化硼和叠氮酸也有类似的自发性反应。
BCl3 + 3 HN3 → B(N3)3 + 3 HCl

## 性质
叠氮化硼是一种无色晶体，低温下才稳定。在 −35 °C以上时，它会发生爆炸性分解。在气态下，生成的叠氮化硼在室温下的 60分钟内分解，产生 BN3 和BN并放出大量氮气。这些反应也可以通过在约 230 nm 的紫外线引发。
B(N3)3 → BN3 + 3 N2
B(N3)3 → BN + 4 N2
它和水反应，形成叠氮酸和三氧化二硼。
2 B(N3)3 + 3 H2O → 6 HN3 + B2O3
叠氮化硼可以和金属叠氮化物（如：叠氮化钠和叠氮化锂）反应，形成四叠氮合硼酸盐。
B(N3)3 + NaN3 → NaB(N3)4
B(N3)3 + LiN3 → LiB(N3)4
对应的四叠氮合硼酸HB(N3)4可以在−60 °C下获得。

## 用处
由于叠氮化硼的稳定性低，它不适合用作高能材料。不过，四叠氮合硼酸盐和叠氮化硼与碱（如喹啉、吡嗪和2,2,6,6-四甲基哌啶）的加合物在这一方面有潜在应用。它的气相分解也被用于氮化硼表面涂层的研究。

## 扩展阅读
- Fraenk, W.; Klapötke, T. M. . Meyer, G.; Naumann, D.; Wesemann, L.  (编). . Wiley-VCH Verlag. 2002: 259–265. ISBN 3-527-30265-4.